# Serie B (hockey su prato maschile)
La Serie B è il livello interregionale del campionato italiano di hockey su prato maschile. In seguito alla riforma dei campionati di hockey su prato avvenuta nel 2022, costituisce il quarto livello del campionato dopo i tre livelli nazionali (Serie A Élite, Serie A1, Serie A2), mentre storicamente costituiva il terzo livello dopo le Serie A1 e A2.
Vi partecipano molti club ripartiti in cinque gironi da varie squadre ciascuno. Si compone di una stagione regolare in cui i club si affrontano in un girone all'italiana con partite di andata e ritorno. Le squadre classificate al 1º posto di ciascun girone in classifica al termine della fase regolare vengono promosse tramite dei play-off in Serie A2 nella stagione successiva. Le squadre classificate all'ultimo posto di ciascun girone al termine della fase regolare non subiscono nessuna retrocessione per la stagione successiva.